# Sam Johnson (calciatore 1993)
Sam Garyahzon Johnson (Ganta, 6 maggio 1993) è un calciatore liberiano, attaccante svincolato.

## Carriera

### Club
Johnson ha lasciato la Liberia nel 2011 per sostenere un provino con i norvegesi dell'Haugesund, i quali gli hanno offerto un contratto giovanile. Il giocatore ha preferito accettare l'offerta del Dalkurd in Svezia, ma è stato fermato da alcuni problemi legati al permesso di soggiorno. È riuscito a rimanere nel paese scandinavo ed a giocare in quarta serie con l'Assyriska IF, squadra di Norrköping (da non confondere con l'Assyriska FF di Södertälje).
Ha continuato a giocare nei campionati minori svedesi anche nelle parentesi immediatamente seguenti: nel 2012 si è diviso tra lo Juventus IF (squadra di Västerås ispirata alla compagine torinese) in Division 3 e l'Härnösands FF in Division 2, dove è stato nominato miglior centrocampista di quel campionato. Nel 2013, dopo un provino fallito con lo Jönköpings Södra, ha firmato un triennale con il Frej: al secondo anno, schierato nel ruolo di attaccante, con 12 reti è stato il miglior marcatore della sua squadra, la quale ha conquistato per la prima volta una promozione in Superettan.
A partire dalla stagione 2015 è diventato un giocatore del Djurgården, con un contratto valido fino al 2018. Il 13 aprile 2015 ha realizzato il suo primo gol in Allsvenskan, alla 3ª giornata, nel derby stoccolmese Hammarby-Djurgården (2-1). Ha chiuso la sua prima stagione in Allsvenskan con 10 reti segnate in 29 incontri, poi ha iniziato la stagione 2016 con 7 gol in 12 partite.
Nonostante fosse stato dichiarato incedibile dal Djurgården, a campionato in corso è stato venduto al Wuhan Zall, formazione allenata da Ciro Ferrara e militante nel secondo campionato cinese. Al debutto in Asia ha segnato una doppietta contro lo Shenzhen guidato da Clarence Seedorf. In Cina è rimasto per una stagione e mezzo, poi ha rescisso.
Il 23 gennaio 2018, i norvegesi del Vålerenga hanno reso noto il suo ingaggio, col giocatore che si è legato al nuovo club con un contratto valido fino all'estate 2021. La sua permanenza in Norvegia tuttavia è durata solo il tempo di disputare un campionato (durante il quale ha realizzato 11 reti in 21 partite) dato che circa un anno più tardi il club norvegese ha accettato l'offerta di trasferimento da parte degli americani del Real Salt Lake.
Con la franchigia dello Utah ha trovato spazio soprattutto nel suo primo anno, mentre nel corso della MLS 2019 ha avuto modo di scendere in campo in sette occasioni, solo due delle quali da titolare. Il club ha ufficializzato la rescissione consensuale del contratto il 1º novembre 2020, a poche settimane di distanza da quando il club lo ha sospeso per via di una sparatoria avvenuta ad una festa privata presso la casa dello stesso Johnson.
Nel febbraio del 2021 si è unito ai malesi del Sabah, rimanendovi fino al successivo mese di maggio.
Nell'agosto del 2021, a poco più di cinque anni dalla parentesi al Djurgården, Johnson è tornato a giocare in Svezia, questa volta però con la maglia del
Mjällby. Ha totalizzato cinque presenze, di cui solo una da titolare, e una rete. Nelle prime giornate del campionato seguente, ancora inutilizzato in stagione, ha lasciato la squadra per accasarsi in Kazakistan all'Aqsý.
Nella stagione 2023 ha collezionato una presenza con il Vasalund e nove con il Bodens BK, squadre entrambi militanti nella terza serie svedese, ma con cui non è mai andato in gol in nessuna occasione.

### Nazionale
Tra il 2015 ed il 2019 ha totalizzato complessivamente 19 presenze e 3 reti con la maglia della nazionale liberiana.

## Statistiche

### Presenze e reti nei club
Statistiche aggiornate al 23 gennaio 2018.
| Stagione          | Club              | Campionato        | Campionato | Campionato | Coppe nazionali | Coppe nazionali | Coppe nazionali | Coppe continentali | Coppe continentali | Coppe continentali | Supercoppe | Supercoppe | Supercoppe | Totale | Totale |
| Stagione          | Club              | Comp              | Pres       | Reti       | Comp            | Pres            | Reti            | Comp               | Pres               | Reti               | Comp       | Pres       | Reti       | Pres   | Reti   |
| ----------------- | ----------------- | ----------------- | ---------- | ---------- | --------------- | --------------- | --------------- | ------------------ | ------------------ | ------------------ | ---------- | ---------- | ---------- | ------ | ------ |
| 2011              | Assyriska IF      | D2                | 5          | 1          | CS              | ?               | ?               | -                  | -                  | -                  | -          | -          | -          | 5+     | 1+     |
| 2012              | Juventus IF       | D3                | 10         | 4          | CS              | ?               | ?               | -                  | -                  | -                  | -          | -          | -          | 10+    | 4+     |
| 2012              | Härnösands FF     | D2                | 9          | 5          | CS              | -               | -               | -                  | -                  | -                  | -          | -          | -          | 9      | 5      |
| 2013              | Frej              | D1                | 25         | 5          | CS              | 4               | 1               | -                  | -                  | -                  | -          | -          | -          | 29     | 6      |
| 2014              | Frej              | D1                | 25+2       | 12+0       | CS              | 2               | 1               | -                  | -                  | -                  | -          | -          | -          | 29     | 13     |
| Totale Frej       | Totale Frej       | Totale Frej       | 50+2       | 17+0       |                 | 6               | 2               |                    | -                  | -                  |            | -          | -          | 58     | 19     |
| 2015              | Djurgården        | A                 | 29         | 10         | CS              | 3               | 0               | -                  | -                  | -                  | -          | -          | -          | 32     | 10     |
| gen.-lug. 2016    | Djurgården        | A                 | 12         | 7          | CS              | 3               | 0               | -                  | -                  | -                  | -          | -          | -          | 15     | 7      |
| Totale Djurgården | Totale Djurgården | Totale Djurgården | 41         | 17         |                 | 6               | 0               |                    | -                  | -                  |            | -          | -          | 47     | 17     |
| lug.-dic. 2016    | Wuhan Zall        | CL1               | 11         | 6          | CC              | -               | -               | -                  | -                  | -                  | -          | -          | -          | 11+    | 6+     |
| 2017              | Wuhan Zall        | CL1               | 15         | 6          | CC              | 0               | 0               | -                  | -                  | -                  | -          | -          | -          | 15     | 6      |
| Totale Wuhan Zall | Totale Wuhan Zall | Totale Wuhan Zall | 26         | 12         |                 | 0               | 0               |                    | -                  | -                  |            | -          | -          | 26     | 12     |
| 2018              | Vålerenga         | ES                | 0          | 0          | CN              | 0               | 0               | -                  | -                  | -                  | -          | -          | -          | 0      | 0      |
| Totale            | Totale            | Totale            | 141+2      | 56+0       |                 | 12+             | 2+              |                    | -                  | -                  |            | -          | -          | 155+   | 58+    |